# Kristupas Šleiva
Kristupas Šleiva (ur. 5 lipca 1996 roku) – litewski zapaśnik walczący w stylu klasycznym. Brązowy medalista mistrzostw świata w 2021 i mistrzostw Europy w 2020. Piąty na igrzyskach wojskowych w 2015 i trzeci na wojskowych MŚ w 2016. Wicemistrz Europy juniorów w 2014 roku.